# Industriekultur (Zeitschrift)
Die Zeitschrift Industriekultur erscheint im Verlag Klartext. Sie behandelt Themen über Denkmalpflege, Landschaft, Sozial-, Umwelt- und Technikgeschichte.

## Beschreibung
Die Zeitschrift Industriekultur erscheint vierteljährlich unter ISSN 0949-3751. Sie hat sich zum Ziel gesetzt, Orte, Objekte und Landschaften des Industriezeitalters vorzustellen. Sie behandelt thematische Schwerpunkte und bietet kompakte Beiträge aus der Nutzer-Perspektive über die Industrieregionen des In- und Auslandes. Dabei ist sie ein Forum für Hintergrundberichte, Meinungsaustausch und Diskussionen zur Industriekultur.

## Geschichte
Die erste Ausgabe erschien als „industrie-kultur“ 1995 im Verlag der Arbeitsgruppe Lok Report e.V., herausgegeben von der Deutschen Gesellschaft für Industriekultur. 1996 und 1997 erschien jeweils ein Heft, der Verlag wechselte 1997 zu Klartext. 1998 erschienen zwei Ausgaben, seit 1999 sind es vier Ausgaben pro Jahr. Seit 1999 sind die Landschaftsverbände Rheinland und Westfalen-Lippe mit ihren Industriemuseen die Herausgeber. Seit Heft 2/2010 lautet der Titel „Industriekultur“.